# ميدالية الذكرى المئوية
وسام المئوية أو ميدالية الذكرى المئوية Centenary Medal هو جائزة أنشأتها الحكومة الأسترالية في عام 2001، للاحتفال بالذكرى المئوية لتأسيس اتحاد أستراليا وتكريم "الأشخاص الذين قدموا مساهمة للمجتمع أو الحكومة الأسترالية". حيث مُنحت أيضًا للمعمِّرين، وهم مواطنون أستراليون ولدوا في 31 ديسمبر 1901 أو قبله والذين عاشوا للاحتفال بالذكرى المئوية للاتحاد في 1 يناير 2001. قامت لجنة برئاسة المؤرخ جيفري بلايني بتقييم الترشيحات لتلك الجائزة.

## الميدالية

### التصميم
يتميز وجه الميدالية بنجمة الكومنولث ذات السبع نقاط التي تمثل الولايات الأسترالية الست، والنقطة السابعة تمثل الأراضي الأسترالية. يوجد في وسط النجم تصميم أصلي لتقاليد السكان الأصليين في قلب القارة. يوجد حول الحافة 100 نقطة تصور 100 عام من الاتحاد. يتميز الوجه الخلفي بنجمة ذات سبعة رؤوس، مع عبارة "للمساهمة المقدمة للمجتمع الأسترالي" "For Contribution Made to Australian Society" حول الحافة.

### الشريط
الألوان الموجودة في الشريط هي اللون القرمزي الذي يمثل الاتحاد، والأزرق والذهبي لبداية القرن الحادي والعشرين. تشير الخطوط الذهبية والحمراء السبعة إلى مسارات الولايات نحو الاتحاد.